# Чемровка
Чемровка (в верховье Марушка) — река в России, протекает в Алтайском крае. Устье реки находится в 3635 км по правому берегу Оби. Длина реки — 123 км, площадь водосборного бассейна — 2830 км².

## Бассейн
- 9 км: Уткуль (река) (пр)
  - 55 км: Уткуль (озеро)
    - Буланиха
      - 7 км: Буланенок (пр)
      - 9 км: Лог Бычий (лв)
      - 24 км: Буланенок (лв)
- 51 км: Шубинка (пр)
  - 51 км: Топка (лв)
- 63 км: Сухая Чемровка (лв)
  - 43 км: Лог Аникино (пр)
- 111 км: Прямая (пр)

## Данные водного реестра
По данным государственного водного реестра России относится к Верхнеобскому бассейновому округу, водохозяйственный участок реки — Обь от слияния рек Бия и Катунь до города Барнаул, без реки Алей, речной подбассейн реки — бассейны притоков (Верхней) Оби до впадения Томи. Речной бассейн реки — (Верхняя) Обь до впадения Иртыша.